# Butja-massakren
Butja-massakren blev begået af russiske styrker mellem 27. februar og 31. marts 2022 i Butja, en forstad til hovedstaden Kyiv i Ukraine. Dette skete mens russiske styrker holdt området efter Ruslands invasion af Ukraine 2022 fra den 24. februar.

## Forløb og opklaring
Under Ruslands invasion af Ukraine 2022 var der hårde kampe i byen. Mange blev dræbt og store dele af byen blev ødelagt. Russerne erobrede stadig mere af byen, og havde hele byen under kontrol den 12. marts. Det antages at den 64. motoriserede infanteribrigade deltog under kampene. Præsident Putin tildelte den 18. april 2022 brigaden ærestitlen garde. Brigaden havde ifølge præsidenten under "specialoperationen" stået som et "forbillede ved udføringen af de militære pligter, ved deres mod, beslutsomhed".
Byen blev befriet den 31. marts under en ukrainsk modoffensiv. Der blev fundet massegrave med omkring 300 civile plus mange civile døde ukrainere i gaderne. Dette blev dokumenteret med billeder og videoer af mange nyhedsbureauer og medier, AP (i Aftenposten), NTB (i Dagbladet), 
Reuters (i Expressen), og NRK.
Massakren blev kendt da Butja blev befriet af de ukrainske styrker efter at have været okkuperet af de russiske styrker. En del af ofrene bar ifølge rapporterne spor af at være blevet tortureret. Andre ofre blev halshugget eller havde fået andre kropsdele hugget af.Massakren blev beskrevet som folkemord af de ukrainske myndigheder. Den 3. april 2022 var 367 ofre kendt af de ukrainske myndigheder. Ifølge lokale myndigheder var 31 af ofrene børn. Ifølge Human Rights Watch fortalte vidner at russiske soldater i dagevis voldtog, torturerede og henrettede civile, og plyndrede byen. Mange af ligene bar præg af at have ligget ude i dage eller uger.

## Vidneforklaringer
Human Rights Watch rapporterede om, hvad vidner har fortalt om hvordan de russiske styrker henrettede en civil ukrainer i Butja med et skud i baghovedet. Andre vidner fortalte om russiske kampvogne som skød mod civile. Vidneforklaringerne gik ud på at tsjetsjenske styrker deltog i massakren. Den 4. april 2022 var omtrent 340 døde blevet hentet ud.

## Russisk version
Det russiske forsvarsdepartement hævdede at de russiske styrker ikke havde skyld i dette, at de døde var skuespillere, og at ingen civile blev udsat for vold mens byen var under russisk kontrol. Det blev fra russisk hold hævdet at de russiske styrker forlod byen 30. marts og at drabene må være sket efter dette. Russisk TV rapporterede om kampe nær Butja 1. april.  Satellitbilleder viser civilklædte lig i gaderne den 19. marts, mange i samme position som ligene der blev fundet efter at russerne forlod byen. Videooptagelser gjort med droner 12. og 13. marts viser også civilklædte lig i gaderne, i samme position som de lå efter at russerne forlod byen. Rusland anså billederne af døde i massegraverne og i gaderne som forfalskninger og provokationer fra Ukraine.

Putin har hævdet at han ved, hvem der stod bag provokationen og hvordan det blev gjort, uden at gå i detaljer eller fremlægge beviser. Han hævdede, at dette ikke har noget med det russiske militær at gøre.

## Forenede Nationer
Rusland bad om et møde i FNs sikkerhedsråd for at diskutere sagen.
FN besluttede at sende efterforskere for at undersøge hvad der skete.
FNs generalforsamling vedtog den 7. april 2022 at suspendere Rusland fra FN's menneskerettighedsråd.

## Den Internationale Straffedomstol
Den Internationale Straffedomstol i Haag har efterforsket mulige krigsforbrydelser i Butja og forbrydelse mod menneskeheden.